# Редешковци
Рèдешковци е село в Северна България, община Габрово, област Габрово.

## География
Село Редешковци се намира на около 7 km изток-североизточно от центъра на град Габрово и около километър югоизточно от село Кметовци. Разположено е в западната част на Габровските възвишения, откъм десния бряг на река Андъка. Територията на селото е прилежаща със западната си граница към третокласния републикански път III-5524, водещ от село Донино на югоизток през селата Болтата, Черневци и Трапесковци до село Боженците. Надморската височина край пътя е около 440 m, а в източния край на селото нараства до около 470 – 475 m.

## История
През 1995 г. дотогавашното населено място колиби Редешковци придобива статута на село.

## Население
Село Редешковци наброява 13 души при преброяването към 1934 г. и трима към 2000 г., от 2001 г. до 2019 г. е без постоянно живеещо население.